# George Hamilton Seymour
Sir George Hamilton Seymour (21. září 1797, Londýn – 2. února 1880, Londýn) byl britský diplomat. V diplomatických službách v různých evropských zemích strávil čtyřicet let, důležitou úlohu měl v období krymské války jako velvyslanec v Rusku (1851–1854) a Rakousku (1855–1858).

## Životopis
Pocházel z významného šlechtického rodu Seymourů, patřil k linii markýzů z Hertfordu. Byl jediným synem důstojníka a poslance lorda George Seymoura (1763–1848), mladšího syna 1. markýze z Hertfordu, po matce byl potomkem významné skotské rodiny Hamiltonu v linii hrabat z Abercornu. Původně byl předurčen ke službě v námořnictvu, ale nakonec vystudoval v Etonu a Oxfordu, poté vstoupil do diplomatických služeb, od mládí zároveň zastával nižší hodnosti u dvora. Kariéru zahájil jako atašé v Haagu, poté pracoval jako úředník na ministerstvu zahraničí, krátce byl soukromým tajemníkem ministra Castlereagha. V roce 1822 doprovázel vévodu Wellingtona na kongres do Verony a poté zastával funkci vyslaneckého tajemníka ve Frankfurtu, Stuttgartu, Berlíně a Istanbulu. V letech 1830–1836 byl vyslancem ve Florencii, poté vyslancem v Bruselu (1836–1846), kde měl podíl na závěrečných ujednáních o nezávislosti Belgie. V letech 1846–1851 byl vyslancem v Lisabonu, při příležitosti 50. narozenin obdržel velkokříž Řádu lázně a byl povýšen do šlechtického stavu. Důležitou úlohu měl jako velvyslanec v Petrohradě (1851–1854), kde se mu nepodařilo zabránit roztržce s Ruskem a po vypuknutí krymské války odešel do výslužby. Nedlouho poté se vrátil do diplomatických služeb a v letech 1855–1858 byl velvyslancem ve Vídni, od roku 1855 byl též členem Tajné rady. Když Rakousko pohrozilo vstupem do války a Rusko projevilo ochotu ukončit boje, Seymour za Británii podepsal 1. února 1856 tzv. vídeňský protokol stanovující předběžné mírové podmínky. Na jednání ve Vídni navazoval Pařížský kongres, který krymskou válku ukončil. Po odchodu z Rakouska (1858) žil v soukromí.
V roce 1831 se oženil s Gertrude Brand-Trevor (1808–1883), sestrou dlouholetého předsedy Dolní sněmovny Henryho Branda. Měli spolu tři dcery a čtyři syny. Nejstarší syn Arthur Henry Seymour (1838–1910) působil v diplomatických službách, další synové sloužili v armádě.
Jeho bratranec Sir George Francis Seymour (1787–1870) sloužil u námořnictva a dosáhl hodnosti velkoadmirála.